# 大屯子
23°42′08.2″N 120°23′16.9″E / 23.702278°N 120.388028°E
大屯子，原寫為大墩仔，是台灣雲林縣虎尾鎮的一個傳統地域名稱，位於該鎮西部。相較於今日行政區，其範圍大致包括墾地里中西部不含北側邊界地帶、東屯里不含東南部凸出部分的東半部、西屯里東北部及中部。

## 歷史
台灣清治末期至日治初期，大屯子地區為一街庄，稱為「大墩仔庄」，隸屬於大坵田堡。該庄北與羅厝庄、三塊厝庄為鄰，東與北溪厝庄、竹圍仔庄為鄰，南邊為三合庄、石廟仔庄，西邊為牛埔仔庄、新庄仔庄。
1901年（日治明治三十四年）11月，全台廢縣廳改設二十廳，該庄隸屬於斗六廳。1903年（明治三十六年）6月，該庄編入「大墩仔區」，隸屬於斗六廳。1909年（明治四十二年）10月，合併二十廳為十二廳，大墩仔區改隸屬於嘉義廳。1920年（大正九年），全台地方制度大改正，廢十二廳改設五州二廳，該庄改制並雅化為「大屯子」大字，隸屬於臺南州虎尾郡虎尾庄。1933年，虎尾庄升格為虎尾街。
戰後虎尾街改制為虎尾鎮，隸屬於臺南縣，大字亦改制為里。1950年10月，雲、嘉、南分治，虎尾鎮改隸屬雲林縣。

## 聚落

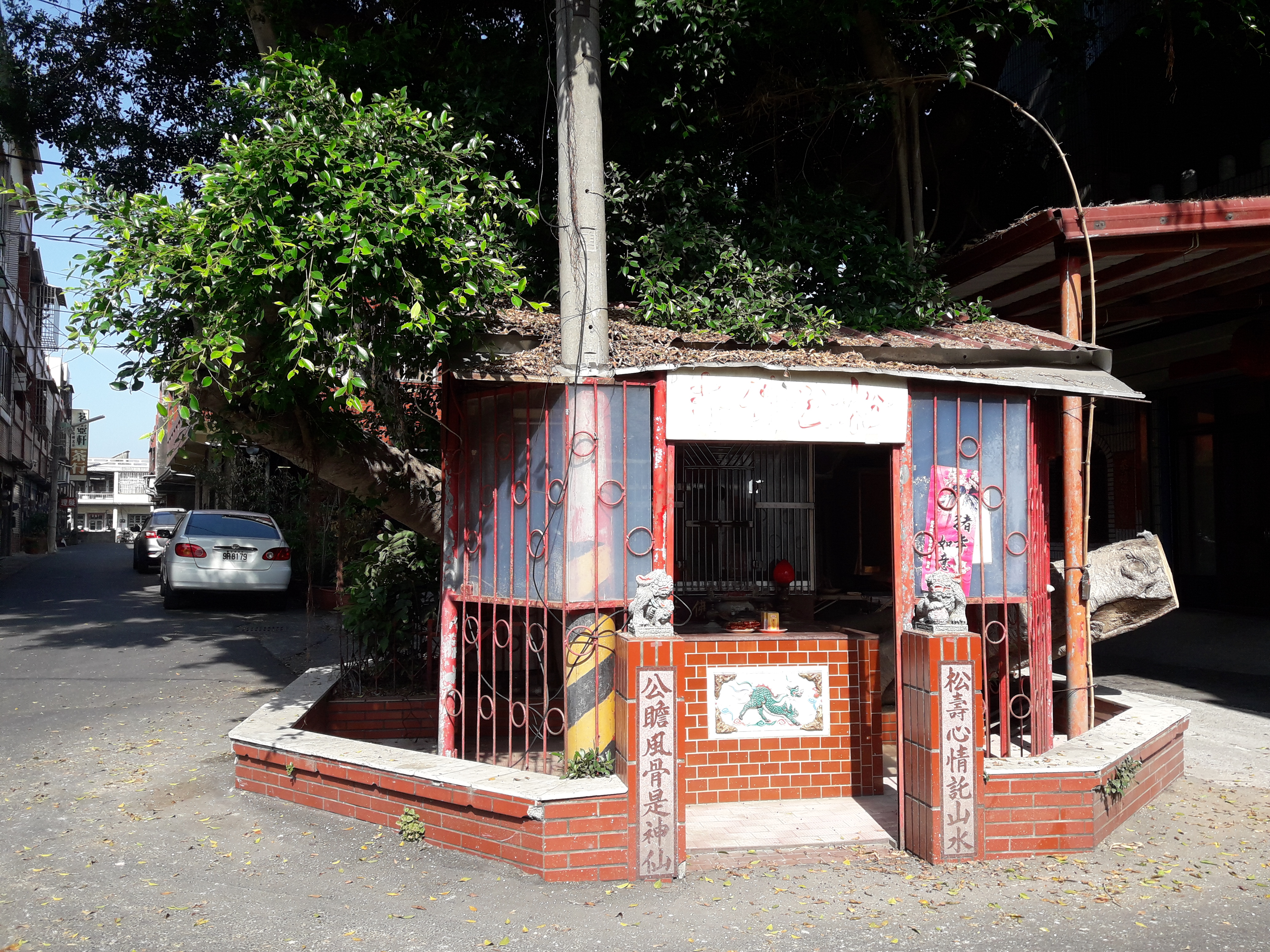
松公佛寺

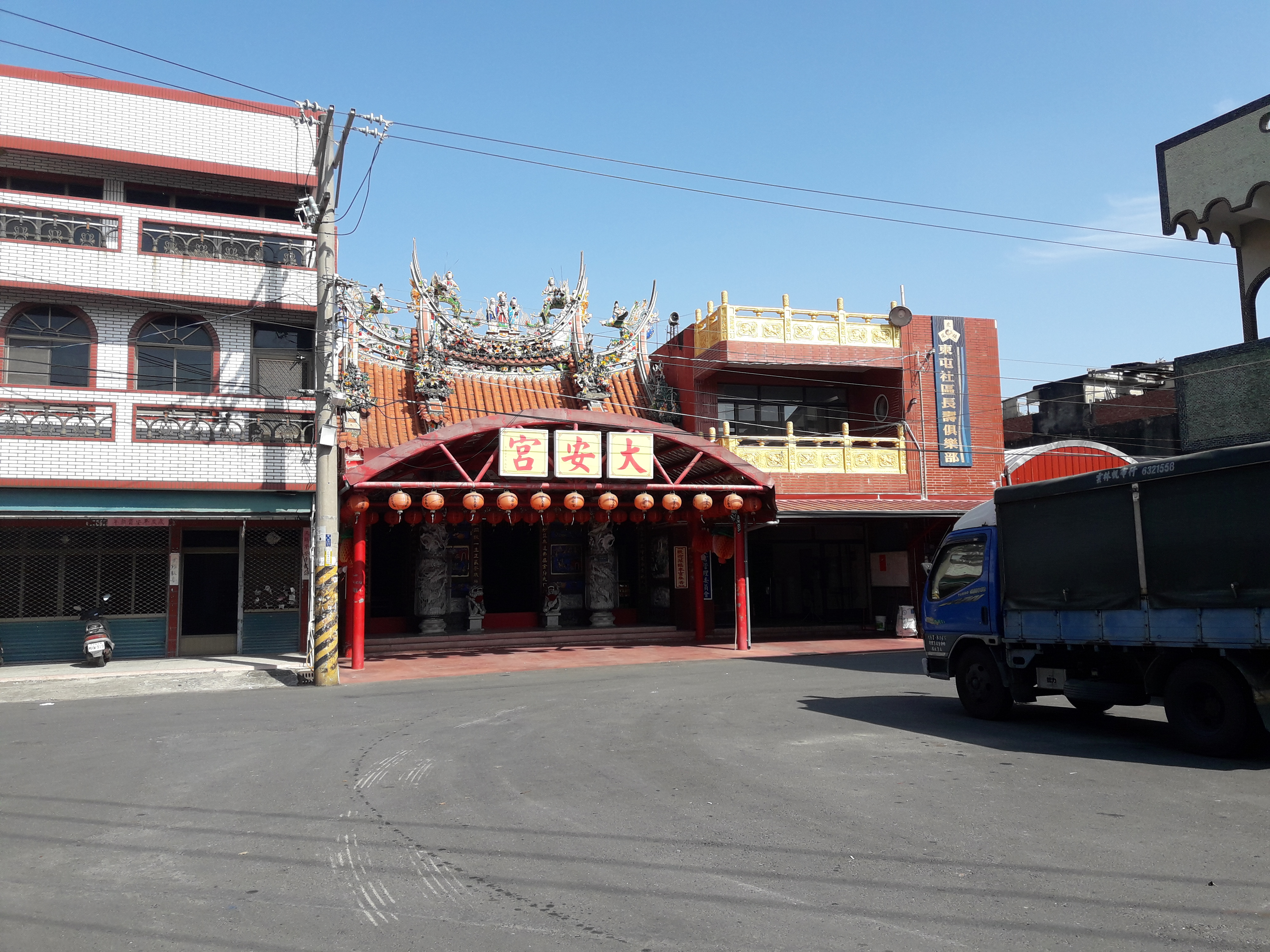
大安宮

本地區發展較早的聚落為大墩仔，在日治期初期的官方地圖上已有記載。此外，本地區尚有光復庄、墾地、海墘厝等聚落。
大墩子聚落又在臺灣光復後因人口過多，以松公佛寺及後方巷子為界，拆分為東屯里、西屯里兩區劃。
東屯里居民以務農為生，主要種植花生和水稻，商家分佈於信仰中心大安宮附近，為附近村落的主要消費市集。
西屯里為居民人數眾多的農業聚落，除水稻、大蒜、花生、毛豆等作物，亦發展精緻農業種植溫室菊花。西屯里在日治末期被規劃為日本海軍航空隊用地，居民被迫拆遷至後埔，於日本帝國無條件投降後才遷回。

## 交通
台灣高鐵大致以東北—西南走向經過大屯子地區東南部，境內未設站，但高鐵雲林站即位於東北方不遠處，由此可快速前往高鐵沿線各站。
縣道158號（文科路）是臺西海口至斗南北勢仔的道路，大致以西向東轉西北西—東南東走向再轉西南微西—東北微東走向經過本地區中南部。由該道路向西轉西南西可前往土庫中部、褒忠、東勢、台西等地；向東北微東可前往北溪厝南部、竹圍子北部、竹圍子與廉使交界地帶、廉使與虎尾交界地帶、廉使南部、埒內西南部、平和厝、蕃薯東端、小東、國道1號斗南交流道並止於省道台1線路口。
鄉道雲29線是惠來厝至東畔莊的道路，其南側端點（終點）位於本地區東部凹入部分的西南角略為南側處的縣道158號路口（北溪厝聚落西南郊）。由此向北北西經邊界點後再入境，轉北再到達邊界後轉北北西再轉北大致沿本地區東部邊界而行，其後因邊界線東移而再度入境，至墾地聚落西南側經鄉道雲92線右側路口後與其共線約250公尺，經鄉道雲92線左側路口後獨行並出聚落，經鄉道雲90線路口後出境，可前往三塊厝、惠來厝並止於鄉道雲20線路口。
鄉道雲90線是新莊仔至吳厝的道路，大致以西向東經過本地區北部近邊界地帶。由該道路向西可前往新庄子並止於鄉道雲101線路口；向東轉北再轉東可前往北溪厝北部、吳厝西南部並止於縣道145號轉角路口。
鄉道雲92線是海墘至安溪（實際終點不在安溪）的道路，其西側端點（起點）位於本地區西北部海墘厝聚落東北側的鄉道雲97線路口。由此向東至墾地聚落北側的鄉道雲29線路口轉南與其共線約250公尺，至聚落南側路口轉東獨行，出境後轉東南微東出聚落可前往北溪厝中部、廉使、廉使與虎尾交界地帶、虎尾市區東部並止於近邊界處的虎尾高中西南角（弘道路—新生路路口）。
鄉道雲94線是東畔莊至虎尾的道路，其西側端點（起點）位於本地區南部東畔莊西側的縣道158號舊線路口。由此向東南東轉東微南，經高鐵高架橋下後出境，可前往竹圍子西部、竹圍子與三合交界地帶、竹圍子東南部、虎尾市區西南側並止於工專路路口。
鄉道雲97線是新莊仔至蕃仔堀的道路，大致先以西向東由本地區西部邊界偏北側入境後轉南，至海墘厝聚落東北側經鄉道雲92線起點路口後續直行，其後因邊界凹入而出境一小段；再以西北—東南走向到達本地區西部邊界，轉南沿邊界地帶而行並經縣道158號路口後，因邊界線西移而再度入境一小段路，再至邊界轉東再轉南沿邊界而行，其後轉東再入境後，轉南微西南行以至出境。由該道路北段北側向西轉北北西蜿蜒而行可前往新庄子並止於鄉道雲101線路口；由南段南側向南微西可前往石廟子並止於該地區南部蕃仔堀聚落的縣道158甲線路口。
鄉道雲97-1線是芳草（牛埔子）至埔尾的道路，其東南側端點（終點）位於本地區南部邊界西側外不遠處的鄉道雲97線路口（牛埔子地區埔尾聚落東北東郊）。由此向西蜿蜒而行可經埔尾轉北前往牛埔子聚落並止於縣道158號舊線路口。

## 學校
該地域內無中、高等教育機構。
大墩仔聚落有一間初等教育機構雲林縣虎尾鎮大屯國民小學（簡稱大屯國小）。大屯國小成立於台灣日治時期的1922年（大正十一年），時稱臺南州立大屯子公學校，假大屯保甲事務所舉行開學典禮。設立初期資源匱乏，學生數少，不過臺灣光復後即成為一所中型學校。其校名亦數經變革，1968年（民國57年）因應九年國教改成現名。
墾地、光復一帶，也有一間雲林縣虎尾鎮光復國民小學。